# Station to Station
Station to Station — десятый студийный альбом британского музыканта Дэвида Боуи, выпущенный на лейбле RCA Records в 1976 году. Лонгплей считается одной из наиболее значимых работ Боуи, в этот период был создан последний монументальный образ музыканта — Измождённый Белый Герцог (англ. Thin White Duke). Альбом был записан после того, как Дэвид завершил съёмки в фильме «Человек, который упал на Землю», изображение на обложке — кадр из этой киноленты (момент, когда Боуи заходит в космический корабль). Во время записи пластинки Боуи страдал от сильной наркозависимости, особенно от кокаина.
В музыкальном плане Station to Station стал переходным альбомом для Боуи — он заимствовал фанк и соул из своей предыдущей работы, в то же время на диске появились новые музыкальные стили с синтезаторами и модными в то время электронными ритмами, на которые Дэвида вдохновили немецкие краут-группы, такие как Kraftwerk и Neu!. Позже эта электронная стилистика была использована в так называемой «Берлинской трилогии», записанной музыкантом с Брайаном Ино в период с 1977 по 1979 годы. Лирическое содержание материала отражало интерес Боуи к мифологии и религии, а также к трудам Ницше и Алистера Кроули.
Station to Station сочетает в себе фанк, краут-рок, романтические баллады и оккультизм; его характеризуют как «одновременно один из наиболее доступных альбомов Боуи и в то же время наиболее непостижимых». Самый успешный сингл пластинки — «Golden Years» — попал в Top-5 чартов Великобритании и США. В 2003 году журнал Rolling Stone поставил этот альбом на 323-е место в своём списке «500 величайших альбомов всех времён».

## Предыстория
По словам музыкального биографа Дэвида Бакли, пребывая в Лос-Анджелесе, Боуи подпитывался «астрономическими» дозами кокаина и существовал на рационе из перца и молока. Музыкант провёл большую часть 1975—1976 годов «в состоянии потустороннего ужаса». Слухи вокруг повседневной жизни певца появились, по большей части, благодаря одному интервью, отрывки из которого были напечатаны в журналах Playboy и Rolling Stone. В нём Боуи поведал, что проживает в доме, полном древних египетских артефактов, сжигает массу чёрных свечей, видит, как тела людей падают мимо его окон; он утверждал, что его сперму похитили ведьмы, что он получает секретные сообщения от The Rolling Stones и что ему внушает смертельный страх ещё один почитатель Алистера Кроули — Джимми Пейдж. Позже музыкант заявил по поводу Лос-Анджелеса: «это чёртово место должно быть стёрто с лица земли». В июле 1975 года адвокат Боуи, Майк Липпман, был вынужден развеивать в прессе слухи о болезненном состоянии артиста и уверять журналистов, что тот усердно работает по 12 часов в день сразу над двумя альбомами: сольным студийным и саундтреком к фильму.
После того, как Боуи сыграл в ленте Николаса Роуга «Человек, который упал на Землю» свою первую большую роль в кино, он начал писать свою псевдо-автобиографию под названием «Возвращение Измождённого Белого Герцога» (англ. «The Return of the Thin White Duke»). Он также начал сочинять музыку для «Человека, который упал на Землю», так как считал, что именно он должен выполнить эту задачу, однако эта затея окончилась неудачей (в итоге по рекомендации Боуи всю музыку написал Джон Филлипс из группы The Mamas & the Papas). Режиссёр Николас Роуг предостерёг певца, что часть имиджа Томаса Джерома Ньютона (главного героя картины), вероятнее всего, останется с ним в течение какого-то времени после окончания съёмок. С согласия Роуга Боуи переработал образ персонажа по-своему; этот имидж он использовал на обложках двух своих следующих альбомов, которые вышли в течение года после завершения съёмок. Кроме того, он позаимствовал для своего сценического образа такие черты характера Ньютона, как хрупкость и надменную отчуждённость.
Измождённый Белый Герцог стал символом альбома Station to Station, преимущественно благодаря поведению самого музыканта (на сцене и вне неё). Одетый с иголочки, в белой рубашке, чёрных брюках и жилете, Герцог представлял собой «пустого» человека, который пел романтические песни практически без эмоций — «лед под маской огня». Персонаж был охарактеризован как «сумасшедший аристократ», «аморальный зомби» и «бесчувственный арийский сверхчеловек». Впоследствии Боуи называл Герцога «действительно неприятным образом», самой страшной из своих сценических масок и своим личным монстром.

## Запись
Альбом был записан на студии Cherokee Studios в Лос-Анджелесе. В 1981 году редакторы NME Рой Карр и Чарльз Шаар Мюррей предположили, что этот материал был смонтирован в полноценный альбом «после 10 дней лихорадочной деятельности», когда Боуи потерял всякую надежду на то, что запись станет саундтреком к фильму «Человек, который упал на Землю». Позднее критики делали выводы, что пластинка была записана за пару месяцев, в октябре-ноябре 1975 года, ещё до того, как Боуи начал свою неудачную сессию для саундтрека картины.
В период записи альбом сменил несколько названий — «Возвращение Измождённого Белого Герцога», «Золотые Годы» (англ. Golden Years); в итоге Боуи остановился на варианте «Station to Station». Сопродюсером пластинки выступил Гарри Маслин, который помогал Дэвиду в записи треков «Fame» и «Across the Universe» из альбома Young Americans. Тони Висконти, который после трёхлетнего перерыва вернулся в команду Боуи для микширования альбома Diamond Dogs и совместного продюсирования пластинок David Live и Young Americans, не был вовлечён в работу из-за несовпадения рабочих графиков. Во время записи сформировался костяк музыкантов, из которых будет состоять студийная команда Боуи до конца 1970-х годов: бас-гитарист Джордж Мюррей, барабанщик Деннис Дэвис и ритм-гитарист Карлос Аломар, которые уже сотрудничали с маэстро на альбоме Young Americans.
Эта команда музыкантов выработала оригинальный подход к процессу записи, по этой схеме создавались альбомы Боуи вплоть до Scary Monsters (and Super Creeps) 1980 года: минусовка аккомпанемента создаётся усилиями Мюррея, Дэвиса и Аломара; сверху накладываются саксофон, клавишные и гитара, которые записывают Боуи, Рой Биттэн и Эрл Слик, соответственно; затем — вокал, и, наконец, добавляются всевозможные специальные эффекты, чтобы довести композицию «до ума». По словам Боуи, ему удалось добиться от Эрла Слика весьма необычного гитарного звучания: «Мне кажется, что идея извлекать из гитары шумы и полифонии вместо того, чтобы играть точно по нотам, захватила его воображение» — отмечал вокалист. Позже Аломар вспоминал: «Это был один из самых великолепных альбомов, к которым я приложил руку… Мы очень много экспериментировали в ходе записи». Гарри Маслин соглашался: «Я с теплотой вспоминаю те сессии — мы были полностью открыты и экспериментальны в нашем подходе».
Сам Боуи почти ничего не помнит о периоде записи этого альбома, даже о работе в студии, позже он признался: «Я знаю, что запись происходила в Лос-Анджелесе, потому что я прочитал об этом». Однако не только Боуи употреблял наркотики во время сессий, Карлос Аломар так описывал обстановку в студии: «Если есть дорожка кокса, которая будет держать тебя в бодром состоянии до 8 часов утра, для того чтобы ты смог записать свою гитарную партию, ты нюхаешь эту дорожку… использование кокаина стимулировало вдохновение». Как и Боуи, Эрл Слик также делился лишь смутными воспоминаниями о работе над диском: «Я помню запись расплывчато — по очевидным причинам! Мы работали в студии как сумасшедшие — много часов, много бессонных ночей!».

## Стиль и темы
Station to Station часто характеризуют как переходный альбом в карьере Боуи. По словам Николаса Пегга, автора книги The Complete David Bowie, этот альбом находится «точно на полпути между Young Americans и Low». Авторы иллюстрированной биографии Боуи Рой Карр и Чарльз Шаар Маррей считают, что эта запись «фактически делит творчество музыканта в 70-х надвое»: пластинка завершает эпоху Ziggy Stardust и пластикового соула, одновременно впервые приобщая слушателя к новой музыке, характерной для Low.
С точки зрения материала, у связанного с европейской рок-музыкой стиля Station to Station можно найти корни и в более ранних композициях музыканта, таких как «Aladdin Sane 1913-1938-197?» и «Time» (1973). Элементы фанка и диско были развитием выдержанного в стилях соул и R&B звучания Young Americans (1975). Незадолго до записи пластинки Боуи стал интересоваться немецким моториком и электронной музыкой таких коллективов, как Neu!, Can и Kraftwerk. Альбом затрагивал темы, которые тоже фигурировали в песнях музыканта ранее — «The Supermen» (The Man Who Sold the World) и «Quicksand» (Hunky Dory): ницшеанского «сверхчеловека», оккультизм Алистера Кроули, а также нацистские увлечения мифологией Грааля и Каббалой. Пегг полагал, что мотивом альбома было столкновение «оккультизма и христианства».
Рецензент портала AllMusic Стивен Томас Эрлевайн описал стиль пластинки следующим образом: «по своей сущности, Station to Station — это авангардный арт-рок альбом, это заметно наиболее явно в композиции „TVC 15“ и эпическом заглавном треке». Музыкальный стиль «Golden Years», первой композиции, записанной для альбома, воспроизводит фанк и соул, характерные для Young Americans, но c более «грубой аранжировкой». Боуи описывал этот трек как несущий в себе "грусть по упущенным возможностям и былым наслаждениям. По словам музыканта, песня была написана для Элвиса Пресли, но тот отклонил её (между тем в конце 1976 года «Король рок-н-ролла» просил Боуи спродюсировать его следующий альбом), но жена Боуи Анджела утверждала, что песня была сочинена для неё. Хотя композиция попала в Top-10 по обе стороны Атлантики, певец редко исполнял её на концертах в поддержку альбома. Ещё один фанковый трек — «Stay» — появился из гитарного риффа; его запись, по словам Карлоса Аломара, проходила во время «кокаинового безумия». Лирика песни интерпретировалась по-разному: как размышления певца над «ненадёжностью сексуальных побед» и как пример «поддельного романтизма Герцога».
Христианский элемент альбома был наиболее очевидным в гимноподобном произведении «Word on a Wing», хотя некоторые критики сочли, что религия, как и любовь, была просто ещё одним способом для Герцога, чтобы подчеркнуть свою бесчувственность. Сам Боуи утверждал, что по крайней мере в этой песне страсть является подлинной. Исполняя её на концерте в 1999 году, певец описал произведение как результат «самых тяжёлых дней в моей жизни … я уверен, что она была криком о помощи». Финальная баллада — «Wild Is the Wind» — была единственной кавер-версией на альбоме и получила высокую оценку от критиков, как одна из лучших вокальных партий в карьере Боуи. Музыкант загорелся записать кавер на эту песню после того, как встретился c певицей Ниной Симон, которая исполнила её на своём альбоме Wild Is the Wind в 1966 году.
По одной из версий, идея песни «TVC 15» появилась после того, как Боуи увидел своего киноперсонажа Томаса Джерома Ньютона на нескольких телевизионных мониторах одновременно. По другой версии, вдохновением для песни послужили галлюцинации Игги Попа, когда музыканту привиделось, что его подружку проглотил телевизор. Песню называли «неуместно веселой» и «самой необычной данью Yardbirds, которую можно представить».
Многие музыкальные журналисты описывали заглавную композицию как предвещающую «новую эру экспериментаторства» Боуи. «Station to Station» состоит из двух частей. Первая представляет собой медленный, зловещий марш, где основную партию ведёт фортепиано; она начинается на фоне шума приближающегося поезда, на который откликом наложены напряжённые звуки гитары Эрла Слика под эффектом фидбэка. Вторая половина композиции имеет рок/блюзовый оттенок и быстрый темп. В 1999 году Боуи поведал журналу Uncut, что, начиная со «Station to Station», стремился совмещать ритм-н-блюз и электронную музыку. Несмотря на шум поезда в начале композиции, Боуи утверждает, что название относится не столько к железнодорожным станциям, сколько к стояниям Крестного пути (англ. Stations of the Cross), в то время как строчка «от Кетера к Малкут» касается мистических мест в Каббале; таким образом, в песне переплетены христианские и еврейские аллюзии. В тексте есть ещё одна отсылка к оккультизму — фраза «белые пятна», это название поэтического сборника Алистера Кроули. Также в тексте песни присутствуют намёки на недавние наркотические пристрастия певца («Это не побочные эффекты кокаина / Я думаю, это, должно быть, любовь»). Песня была создана под явным влиянием жанра краут-рок и стала ярким примером движения Боуи по направлению к новому музыкальному стилю, в котором он будет записывать свою «Берлинскую трилогию».
В интервью журналу Creem Боуи заявил, что пластинка Station to Station была «лишена души… даже песни о любви на ней равнодушны, но мне это кажется занимательным».

## Синглы и неизданные композиции
Все песни Station to Station, за исключением заглавного трека, были изданы в качестве синглов. «Golden Years» был выпущен в ноябре 1975 года, за два месяца до выпуска альбома. Боуи якобы напился перед исполнением этой песни на американском теле-шоу Soul Train, съёмки которого проходили 4 ноября; Боуи стал вторым белым исполнителем на этом шоу, посвящённом афроамериканской музыке, после Элтона Джона. Выступление на Soul Train и распространившееся в результате видео-бутлег обеспечили синглу популярность: он достиг 8-й строчки в хит-параде Великобритании и 10-й в чарте США (где он находился в течение 16 недель).
«TVC 15» был выпущен в отредактированном виде в качестве второго сингла в мае 1976 года. Он достиг 33-й позиции на родине певца и занял 64-е место в США. Композиция «Stay» также была сокращена по длительности и выпущена в том же месяце, её издание было приурочено к выходу сборника хитов ChangesOneBowie, который подготовила фирма RCA Records, хотя сама композиция и не вошла в сборник. ChangesOneBowie был оформлен в едином стиле с альбомом Station to Station — чёрно-белая обложка и аналогичный стиль букв. В ноябре 1981 года, когда сотрудничество Боуи с RCA Records близилось к концу, «Wild Is the Wind» был издан в качестве сингла c целью продвижения компиляции ChangesTwoBowie, с композицией «Word on a Wing» на стороне «Б» и в сопровождении специально снятого по этому случаю видео. Этот сингл достиг 24-й позиции в хит-параде Великобритании и находился там в течение 10 недель.
В окончательный вариант пластинки не вошла кавер-версия «It’s Hard to Be a Saint in the City» Брюса Спрингстина, по слухам записанная во время сессий на студии Cherokee Studios. Однако по словам Николаса Пегга работа на студии, скорее всего, заключалась в добавлении в композицию новых звуковых эффектов, а сам трек был изначально записан на Sigma Sound Studios в период создания Young Americans. Долгое время композиция не издавалась вовсе, её выпустили лишь в 1990 году, когда она вошла в бокс-сет Sound and Vision.

## Издание и отзывы
| Оценки критиков            | Оценки критиков |
| Источник                   | Оценка          |
| -------------------------- | --------------- |
| Audio                      | (C—/Zzzz)       |
| Billboard                  | без оценки      |
| Cashbox                    | без оценки      |
| Robert Christgau           | (A)             |
| Circus                     | без оценки      |
| Hi-Fi News & Record Review | A:1             |
| Music Week                 | [ 47 ]          |
| New Musical Express        | без оценки      |
| Record Mirror & Disc       | без оценки      |
| Record World               | без оценки      |
| Rolling Stone              | без оценки      |
| Sounds                     | без оценки      |

Station to Station был выпущен в январе 1976 года. Изначально обложка должна была быть цветной, материалом для неё послужил кадр из фильма «Человек, который упал на Землю». Однако Боуи отверг этот вариант, сетуя, что небо выглядело искусственным («С каких пор это мешало ему осуществить что-либо задуманное?» — задались вопросом Рой Карр и Чарльз Шаар Мюррей). В итоге альбом был выпущен с обрезанной обложкой в монохромном варианте, но когда лейбл Rykodisc переиздавал альбомы Боуи в начале 1990-х, цветная версия обложки была восстановлена.
Редакция журнала Billboard полагала, что Боуи «нашёл свою музыкальную нишу» в таких композициях, как «Fame» и «Golden Years», но что 10-минутный заглавный трек был слишком затянут. Рецензент из журнала NME назвал Station to Station одним из самых значительных альбомов, выпущенных за последние пять лет. Впрочем, оба журнала сочли смысл лирики сложным для понимания. В своём «потребительском гиде» для Village Voice критик Роберт Кристгау удостоил альбом высшего рейтинга — «А», назвав его «отличной записью, обеи стороны которой предлагают остающееся с вами наслаждение и сюрпризы». Кристгау писал, что Боуи «способен объединить в своей музыке Лу Рида, диско, и Хью Смита», и назвал альбом более совершенным по сравнению с предыдущими работами автора, заявив: «Чудесным образом тяготение Боуи к чёрной музыке достигло своего пика; ещё чудесней то, что новое увлечение не повредило его хард-роковому стилю».
| Оценки критиков               | Оценки критиков |
| Источник                      | Оценка          |
| ----------------------------- | --------------- |
| 1001 Albums You Must Hear…    | без оценки      |
| AllMusic                      | [ 2 ]           |
| Blender                       | [ 56 ]          |
| Encyclopedia of Popular Music | ·               |
| The Great Rock Discography    | [ 60 ]          |
| The Independent               | [ 61 ]          |
| Laut.de                       | [ 62 ]          |
| MusicHound                    | [ 63 ]          |
| Pitchfork                     | (9.5/10)        |
| Q                             | [ 65 ]          |
| Rolling Stone                 | [ 66 ]          |
| The Rolling Stone Album Guide | [ 67 ]          |
| Spin Alternative Record Guide | 10/10           |

Рецензент журнала Rolling Stone Тери Морис приветствовал те аспекты альбома, в которых присутствовала рок-составляющая, однако посетовал, что Боуи всё дальше уходит от этого жанра, назвав лонгплей "продуманно профессиональной работой опытного стилиста, чья способность написать и исполнить сложный рок-н-ролл спокойно соседствует с увлечением различными жанрами. Морис, отдавая должное таланту Боуи, однако, задавался вопросом, как долго тот ещё останется верен року. Обозреватель журнала Circus, отметив, что Боуи ничего не делает подолгу ни в творчестве, ни в жизни, написал, что пластинка содержит «загадочные, экспрессионистские намёки, которые позволяют нам ощутить контуры и трепет души человека в маске, но никогда полностью не раскрывают его лицо». В обзоре также отмечались отголоски более ранних работ Боуи — насыщенность The Man Who Sold the World, поп-музыкальные обертоны Hunky Dory, «диссонанс и тоска» Aladdin Sane, «зажигательная» перкуссия Young Americans и «юношеский мистицизм» «Wild Eyed Boy from Freecloud». По словам обозревателя, с этой записи начался самый сложный отрезок на извилистом музыкальном пути Боуи.
Station to Station оставался самым успешным альбомом Боуи в чартах США на протяжении 40 лет — вплоть до выхода пластинки Blackstar, состоявшегося в 2016 году незадолго до смерти певца. Он достиг 3-го места в чарте и находился там в течение 32 недель. 26 февраля 1976 года диск получил «золотой» статус от Американской ассоциации звукозаписывающих компаний. Пластинка продержалась 17 недель в хит-параде Великобритании, добравшись до 5-й строчки. Это был последний раз, когда студийный альбом Боуи показал результат на родине музыканта хуже, чем в США.

## Влияние и скандалы
После того как в декабре 1975 года студийные сессии Station to Station завершились, Боуи начал работу над саундтреком для ленты «Человек, который упал на Землю» вместе с Полом Бакмастером в качестве соавтора. Боуи рассчитывал весь саундтрек для фильма написать самостоятельно, но когда пять или шесть песен были уже написаны, один из членов съёмочной группы сказал ему, что его музыка будет участвовать в отборе наравне с работами других авторов. Боуи вспоминал: «Я просто сказал им — „Чёрт, вы от меня не получите ничего!“. Я был в бешенстве, я потратил на это столько сил». С другой стороны, Гарри Маслин утверждал, что Боуи «перегорел» и не смог бы завершить работу над саундтреком в любом случае. В какой-то момент певец упал в обморок от изнеможения, признав позже: «я буквально разваливался на части». Из всего, что было записано во время этой сессии, увидела свет только одна композиция, в переделанном виде вошедшая под названием «Subterraneans» в следующий альбом Боуи — Low.
После прекращения работы над саундтреком Боуи организовал турне в поддержку Station to Station, Isolar Tour, стартовавшее 2 февраля и закончившееся 18 мая 1976 года. Композиция группы Kraftwerk «Radioactivity» в сопровождении кадров из сюрреалистического фильма Луиса Бунюэля и Сальвадора Дали «Андалузский пёс» была использована в качестве увертюры к шоу. Во время концертов Боуи был одет в стиле Измождённого Белого Герцога, из кармана его жилетки торчала пачка французских сигарет Gitanes, он отчуждённо двигался среди «завес белого света», и этот эффект породил неофициальное название тура — «Турне Белого Света» (англ. the White Light Tour). В 1989 году Боуи вспоминал: «Я хотел создать антураж в стиле немецкого экспрессионистского кино… сделать освещение в духе Фрица Ланга или Георга Пабста. Такой чёрно-белый киностиль, но только агрессивно-подчёркнутый». Боуи говорил, что как сценическое действо это был самый успешный тур в его карьере. В ходе этих гастролей появился один из самых известных бутлегов музыканта, записанный во время радиотрансляции его концерта в «Нассау Колизеуме» (23 марта 1976 года).
В 1974 году, во время одного из интервью, Боуи назвал Адольфа Гитлера одной из первых рок-звёзд, «не хуже Джаггера», сценой для которой была целая страна. В то время это высказывание не вызвало сильной реакции, но во время «Турне Белого Света» певец оказался в центре нескольких шумных скандалов. В апреле 1976 года он был задержан таможней в Восточной Европе за перевозку нацистской атрибутики, тогда же в СМИ разошлись слова, сказанные Боуи в Стокгольме: «Великобритании мог бы пойти на пользу фашистский лидер. В конце концов, фашизм это на самом деле национализм». 2 мая 1976 года в Лондоне произошёл так называемый «Инцидент на станции Виктория», когда Боуи, подъезжая в мерседесе-кабриолете, приветствовал толпу поклонников жестом, расценённым некоторыми журналистами как нацистское приветствие. Этот жест был заснят, а его фото опубликовано в NME. Боуи решительно отрицал обвинения в заигрывании с фашизмом и утверждал, что фотограф просто заснял его руку в движении. Позже Боуи винил свои нездоровые увлечения и сам имидж Измождённого Белого Герцога во всех проблемах этого периода: «Я был не в своём уме, совершенно сумасшедший. В те дни главной для меня была мифология… все эти темы Гитлера и ультраправых…». Тем не менее, музыканту ещё несколько лет припоминали эти скандалы. Он вернулся к этой теме четыре года спустя, спев строчку: «Быть оскорблённым этими фашистами/это так унизительно» в песне «It’s No Game» из альбома Scary Monsters (And Super Creeps). Общественность расценила этот жест как попытку похоронить инцидент 1976 года раз и навсегда.

## Наследие
Station to Station был вехой на пути Боуи к его «Берлинской трилогии» конца 1970-х. Сам певец позже называл Low и другие альбомы трилогии прямыми наследниками заглавной песни из Station to Station; Брайан Ино также считает, что Low был продолжением наработок Station to Station. Альбому приписывают «огромное влияние на жанр постпанка». Однако журнал Stylus заметил в 2004 году, что, поскольку новый подход Боуи предвидели немногие и столь же немногие пытались ему подражать, этот стиль по большей части остался заброшенным.

По прошествии более двадцати лет с момента выпуска альбома Боуи высоко оценивал Station to Station, но из-за его помутнённого состояния во время записи этот альбом воспринимался им, как работа совершенно другого человека. Музыкант объяснял:
Во-первых, содержание, которое никто полностью не понимает. Композиция «Station to Station» очень сильно связана со стояниями крестного пути. Все ссылки в этой вещи связаны с Каббалой. Из всего, что я записал, этот альбом ближе всего к магическому трактату. Я не читал ни одной рецензии, в которой бы в это въехали.
В 1999 году Дэвид Бакли описал пластинку как «шедевр изобретательности» и отметил, что некоторые «немодные» критики считают её лучшей записью Боуи. Эту позицию разделяет, в частности, Брайан Ино, назвавший Station to Station одной из самых великих записей в истории. В 2003 году альбом занял 323-е место в списке журнала Rolling Stone «500 величайших альбомов всех времён». Год спустя британская газета The Observer поместила альбом на 80-ю строчку в своём списке «100 величайших британских альбомов».

## Список композиций
Все песни написаны Дэвидом Боуи, за исключением отмеченных.
| №  | Название             | Длительность |
| -- | -------------------- | ------------ |
| 1. | «Station to Station» | 10:14        |
| 2. | «Golden Years»       | 4:00         |
| 3. | «Word on a Wing»     | 6:03         |

| №  | Название                                           | Длительность |
| -- | -------------------------------------------------- | ------------ |
| 4. | «TVC 15»                                           | 5:33         |
| 5. | «Stay»                                             | 6:15         |
| 6. | «Wild Is the Wind» (Нэд Вашингтон, Дмитрий Тёмкин) | 6:02         |

## Участники записи
| Музыканты: - Дэвид Боуи — вокал, гитара, тенор и альт саксофон, меллотрон, moog синтезатор - Карлос Аломар — гитара - Рой Биттэн — фортепиано - Деннис Дэвис — ударные - Джордж Мюррей — бас - Уорен Пис — бэк-вокал - Эрл Слик — гитара | Технический персонал: - Дэвид Боуи — музыкальный продюсер - Гарри Маслин — музыкальный продюсер - Стив Шапиро — фотографии | - Дэвид Боуи — вокал - Стэйси Хэйдон — соло-гитара, бэк-вокал - Карлос Аломар — ритм-гитара, бэк-вокал - Джордж Мюррей — бас-гитара, бэк-вокал - Тони Кэй — клавишные - Деннис Дэвис — ударные, перкуссия |

## Переиздания альбома
За сорок лет, прошедших после первого релиза, альбом был переиздан пять раз. Впервые он был переиздан на CD в 1985 году лейблом RCA Records с оригинальной чёрно-белой обложкой, второй раз — в 1991 году фирмой Rykodisc с двумя бонус-треками, третий — в 1999 году лейблом EMI (с применением 24-битного цифрового ремастеринга звука, но без бонус-треков), а в 2007 году альбом был переиздан подразделением EMI Japan, которое выпустило новую версию оригинального винилового издания.

### Бонус-треки переиздания 1991 года
Композиции были записаны 23 марта 1976 во время концерта в Nassau Coliseum, Юниондейл, Нью-Йорк.
1. «Word on a Wing» (концертная версия) — 6:10
2. «Stay» (концертная версия) — 7:24

### Переиздание 2010 года
В 2009 году было объявлено, что в 2010 году будет выпущено подарочное издание альбома. Среди прочего оно будет содержать его полную версию в формате Dolby 5.1 и весь концерт 1976 года в «Нассау Колизеуме» на двух компакт-дисках. 1 июля 2010 года на официальном сайте Дэвида Боуи появилась вся информация о содержании переизданий, которые были выпущены 20 сентября 2010 года.

### Специальное издание и цифровая версия
Специальное издание включает три компакт-дисков в специальной подарочной упаковке, в том числе 16-страничный буклет и три фотокарточки. Цифровая версия этого издания содержит тот же аудио-контент и один бонус-трек.
| №  | Название             | Длительность |
| -- | -------------------- | ------------ |
| 1. | «Station to Station» | 10:11        |
| 2. | «Golden Years»       | 4:02         |
| 3. | «Word on a Wing»     | 6:01         |
| 4. | «TVC 15»             | 5:31         |
| 5. | «Stay»               | 6:12         |
| 6. | «Wild Is the Wind»   | 6:02         |

- Переиздание Station to Station с материалом взятом из аналоговых лент.

| №   | Название                                                          | Длительность |
| --- | ----------------------------------------------------------------- | ------------ |
| 1.  | «Station to Station»                                              | 11:53        |
| 2.  | «Suffragette City»                                                | 3:31         |
| 3.  | «Fame»                                                            | 4:02         |
| 4.  | «Word on a Wing»                                                  | 6:06         |
| 5.  | «Stay»                                                            | 7:25         |
| 6.  | «Waiting for the Man»                                             | 6:20         |
| 7.  | «Queen Bitch»                                                     | 3:12         |
| 8.  | «Life on Mars?»                                                   | 2:13         |
| 9.  | «Five Years»                                                      | 5:03         |
| 10. | «Panic in Detroit (бо́льшая часть барабанного соло была вырезана)» | 6:03         |
| 11. | «Changes (с объявлением музыкантов)»                              | 4:11         |
| 12. | «TVC 15»                                                          | 4:58         |
| 13. | «Diamond Dogs»                                                    | 6:38         |
| 14. | «Rebel Rebel»                                                     | 4:07         |
| 15. | «The Jean Genie»                                                  | 7:28         |

- Записан на концерте в Nassau Coliseum, Юниондэйл, штат Нью-Йорк, США. 23 марта 1976 года.

| №  | Название                                       | Длительность |
| -- | ---------------------------------------------- | ------------ |
| 1. | «Panic in Detroit» (Unedited alternative mix)» | 13:09        |

### Делюкс-версия (Deluxe Edition)
Делюкс-версия включает в себя пять компакт-дисков, один DVD и три виниловых пластинки (упаковка соответствует размерам пластинки), в том числе 24-страничный буклет и две точные копии атрибутики из David Bowie on Stage 1976 и 1976 Fan Club Folder (содержание перечислено ниже).
CD 1: Station to Station 2010 transfer

CD 2: Station to Station 1985 CD master

| №  | Название                                                    | Длительность |
| -- | ----------------------------------------------------------- | ------------ |
| 1. | «Golden Years»                                              |              |
| 2. | «TVC 15»                                                    |              |
| 3. | «Stay»                                                      |              |
| 4. | «Word on a Wing (впервые на CD)»                            |              |
| 5. | «Station to Station (данная версия до этого не издавалась)» |              |

CD 4 и 5: Live Nassau Coliseum '76
| №  | Название                                                                                      | Длительность |
| -- | --------------------------------------------------------------------------------------------- | ------------ |
| 1. | «Station to Station (original analogue master, 96 kHz/24bit LPCM stereo)»                     |              |
| 2. | «Station to Station (new Harry Maslin 5.1 surround sound mix in DTS 96/24 and Dolby Digital)» |              |
| 3. | «Station to Station (original analogue master, LPCM stereo)»                                  |              |
| 4. | «Station to Station (new Harry Maslin stereo mix, 48 kHz/24bit LPCM stereo)»                  |              |

Vinyl 1: Грампластинка формата 12" с записью альбома Station to Station из оригинальных аналоговых лент

Vinyls 2 и 3: Грампластинка формата 12" с записью концерта Live Nassau Coliseum '76

## Хит-парады
| Чарт (1976)    | Высшая позиция | Сертификация |
| -------------- | -------------- | ------------ |
| Австралия      | 8              |              |
| Великобритания | 5              | Золотой      |
| Италия         | 15             |              |
| Канада         | 12             | Золотой      |
| Нидерланды     | 3              |              |
| Новая Зеландия | 9              |              |
| Норвегия       | 8              |              |
| США            | 3              | Золотой      |
| Франция        | 3              |              |
| Швеция         | 11             |              |
| Япония         | 67             |              |

| Чарт (1976) | Позиция |
| ----------- | ------- |
| Австралия   | 58      |
| Италия      | 64      |
| Канада      | 86      |
| Нидерланды  | 30      |
| США         | 51      |
| Франция     | 53      |